# Willebroek
Willebroek este o comună din regiunea Flandra din Belgia. Comuna este formată din localitățile Willebroek, Blaasveld, Heindonk și Tisselt. Suprafața totală este de 27,41 km². La 1 ianuarie 2008 comuna avea 23.664 locuitori. 

## Localități înfrățite
- Burundi : Kiremba;
- Belgia: Boussu.

1. ↑  Eddy Bevers (în neerlandeză), accesat în 30 mai 2021